# ブルッカーメロシアニン
ブルッカーメロシアニン英: Brooker's merocyanine（1-メチル-4-[(オキソシクロヘキサジエニリデン)エチリデン]-1,4-ジヒドロピリジン, MOED)はメロシアニンの一種で、有機染料である。
MOEDは、溶媒によって溶液の色が変化するソルバトクロミズムの点で特筆される。
構造式に示されるように、MOEDは、電気的に中性な分子と双性イオンの二つの極限構造からなる共鳴体をとる。研究によって双性イオンは水などの極性溶媒中に多く存在し、中性分子はクロロホルムなどの無極性溶媒中に多く存在することがわかっている。

## ソルバトクロミック効果

異なる溶媒に溶かしたブルッカーメロシアニン

MOEDが溶媒に溶けた際、その色は溶媒の極性によって変化する。一般的には、極性が高いほど吸収する光の波長が短くなり、深色シフト（溶液の色が暖色になる）が起きる。溶液がある波長の光を吸収すると、溶液はその補色に色づく。ゆえに、水のような極性の高い溶媒に溶かした場合、MOED溶液は黄色（波長435-480 nmに相当する青色の補色）になるが、水より極性の低いアセトンに溶かした場合は紫や青（波長560-595 nmに相当する黄色から緑の補色）になる。この効果は、極性溶媒中ではメロシアニンの基底状態が安定化され、励起状態とのエネルギー差が大きくなるため、その分エネルギーの大きい短波長の光が吸収されることにより発生する。同様に、溶媒のプロトン性もMOEDの色に影響する。水や酸などの水素イオンを供与しやすい溶媒は水素結合に作用したり裸のプロトンを供与したりして双性イオンが有利なようにすることで、可視光の吸収スペクトルに影響する。この例として、水よりも極性の低い酢酸でも、水と同じように黄色い溶液ができることが挙げられる。

## 用途
MOEDなどソルバトクロミックな染料は一般的に溶媒の極性を判定する指示薬としての用途が多く、ある特定の周波数で光を吸収する溶液を作成するのにも用いられる。他にはpHセンサーや遷移金属のカチオンの指示薬にもなりうる。それ以外の用途としては、感光性材料の作成にも用いられる。メロシアニン染料に関する研究は、現在も続いている。

## 合成法
ブルッカーメロシアニンの合成は4-メチルピリジンをメチル化して1,4-ジメチルピリジニウムヨウ化物にすることから始まる。これを塩基触媒によって4-ヒドロキシベンズアルデヒドと反応させ、分子内脱水によってブルッカーメロシアニンを合成する。

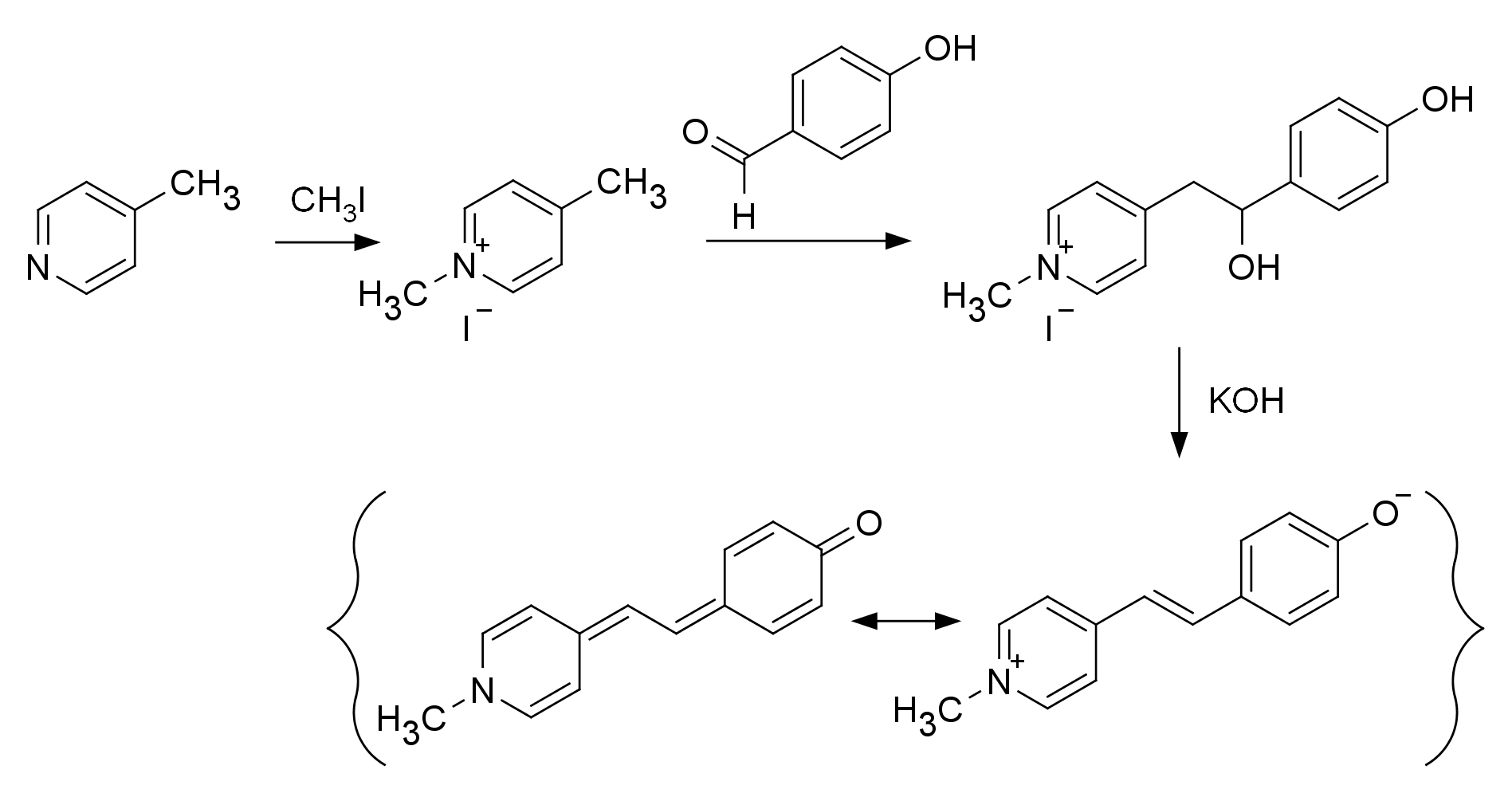
4-メチルピリジン、ヨウ化メチル、4-ヒドロキシベンズアルデヒドよりブルッカーメロシアニンを合成する方法。第2段階は弱塩基によって触媒される。